# Don't Think Twice, It's All Right
"Don't Think Twice, It's All Right" is een nummer van de Amerikaanse singer-songwriter Bob Dylan. Het nummer verscheen op zijn album The Freewheelin' Bob Dylan uit 1963. In augustus van dat jaar werd het nummer uitgebracht als de B-kant van de single "Blowin' in the Wind".

## Achtergrond
"Don't Think Twice, It's All Right" is geschreven door Dylan zelf en geproduceerd door John H. Hammond. Dylan schreef het nummer rond de tijd dat zijn toenmalige vriendin Suze Rotolo haar verblijf in Italië voor onbepaalde tijd verlengde. De melodie is gebaseerd op het traditionele liedje "Who's Gonna Buy Your Chickens When I'm Gone", die Dylan leerde van de folkzanger Paul Clayton. Ook leende Dylan een aantal regels uit Claytons nummer "Who's Gonna Buy Your Ribbons When I'm Gone?", waarin dezelfde melodie werd gebruikt. De gitaar op het nummer werd mogelijk gespeeld door Bruce Langhorne.
"Don't Think Twice, It's All Right" is gecoverd door vele artiesten, waaronder The Allman Brothers Band, Hugues Aufray, Joan Baez, Bobby Bare sr., Billy Bragg, Glen Campbell, Dave Cartwright, Johnny Cash, Cher, Reina del Cid, Eric Clapton, Cock Robin, Bobby Darin, Jackie DeShannon, Dick & Dee Dee, Barbara Dickson, Nick Drake, Duane Eddy, Ramblin' Jack Elliott, Esther & Abi Ofarim, Bryan Ferry, The Four Seasons, Donavon Frankenreiter, Rory Gallagher, Davey Graham, Arlo Guthrie, Albert Hammond jr., Heinz, Indigo Girls, Waylon Jennings, Kesha, The Kingston Trio, Kronos Quartet, Gordon Lightfoot, Lill Lindfors, Post Malone, John Martyn, John Mayer, Ralph McTell, Brad Mehldau, Melanie, Metric, Milky Chance, Willie Nelson met Merle Haggard, Odetta, Dolly Parton, Billy Paul, Elvis Presley, Peter, Paul and Mary, Tristan Prettyman, Joshua Radin, Jerry Reed, The Seekers, Ed Sheeran, Vonda Shepard, Elliott Smith, Stone the Crows, Tedeschi Trucks Band, Randy Travis, Josh Turner, Frank Turner met Mark McCabe, Doc Watson en Ian Whitcomb. Enkel de versie van Peter, Paul and Mary behaalde de hitlijsten; in de Billboard Hot 100 kwam het op de negende plaats terecht.
"Don't Think Twice, It's All Right" is gebruikt in de televisieseries Mad Men, Friday Night Lights, Men of a Certain Age, The Walking Dead, This Is Us en Still Game. Daarnaast kwam het voor in de films Dogfight en The Help.

## NPO Radio 2 Top 2000
| Nummer met noteringen in de NPO Radio 2 Top 2000 | '18  | '19  | '20  |
| ------------------------------------------------ | ---- | ---- | ---- |
| Don't Think Twice, It's All Right                | 1850 | 1947 | 1961 |

1. ↑  Een vetgedrukt getal geeft de hoogste notering aan.
2. ↑  2018 was het eerste jaar met een notering voor dit nummer.
3. ↑  Deze tabel is bijgewerkt tot en met de meest recente editie (2024).

- Gemeinsame Normdatei: 1120536006
- MusicBrainz work: 04920e7f-790a-302c-873c-1efc11d20b4d